# Youngiellidae
De Youngiellidae zijn een familie van uitgestorven kreeftachtigen uit de klasse van de Ostracoda (mosselkreeftjes).

## Geslachten
- Moorites Coryell & Billings, 1932 †
- Youngiella Jones & Kirkby, 1895 †